# Maiko

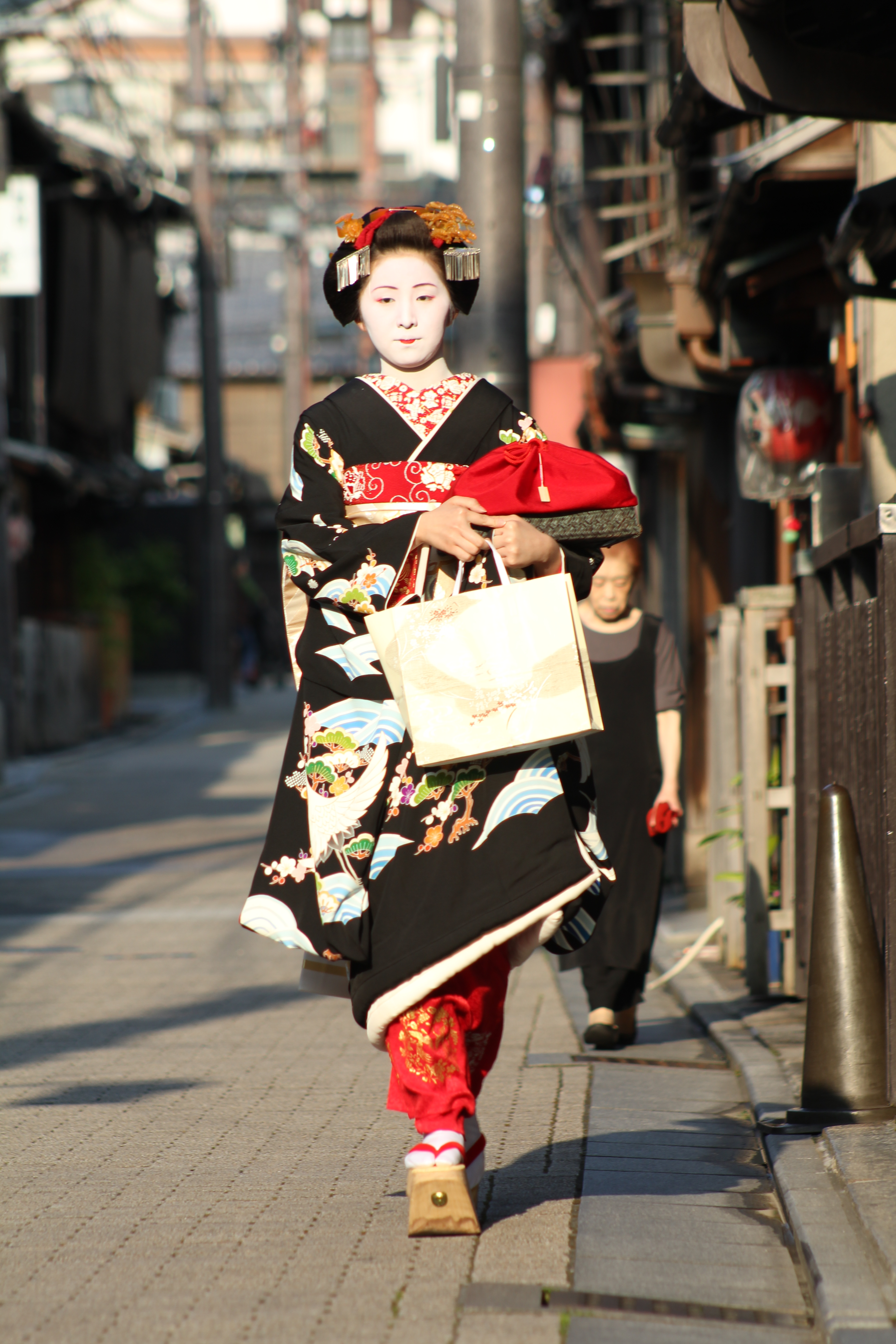
Maiko novizia

Maiko (舞妓?) è il termine con cui si definisce un'apprendista geisha nel Giappone occidentale, specialmente a Kyoto.

## Descrizione
Le esibizioni di una maiko consistono nel canto, nella danza e nel suonare lo shamisen, strumento tradizionale giapponese per i partecipanti a convivi e feste. Sono a tutti gli effetti delle aiutanti delle geishe vere e proprie, che osservano per apprenderne l'arte.

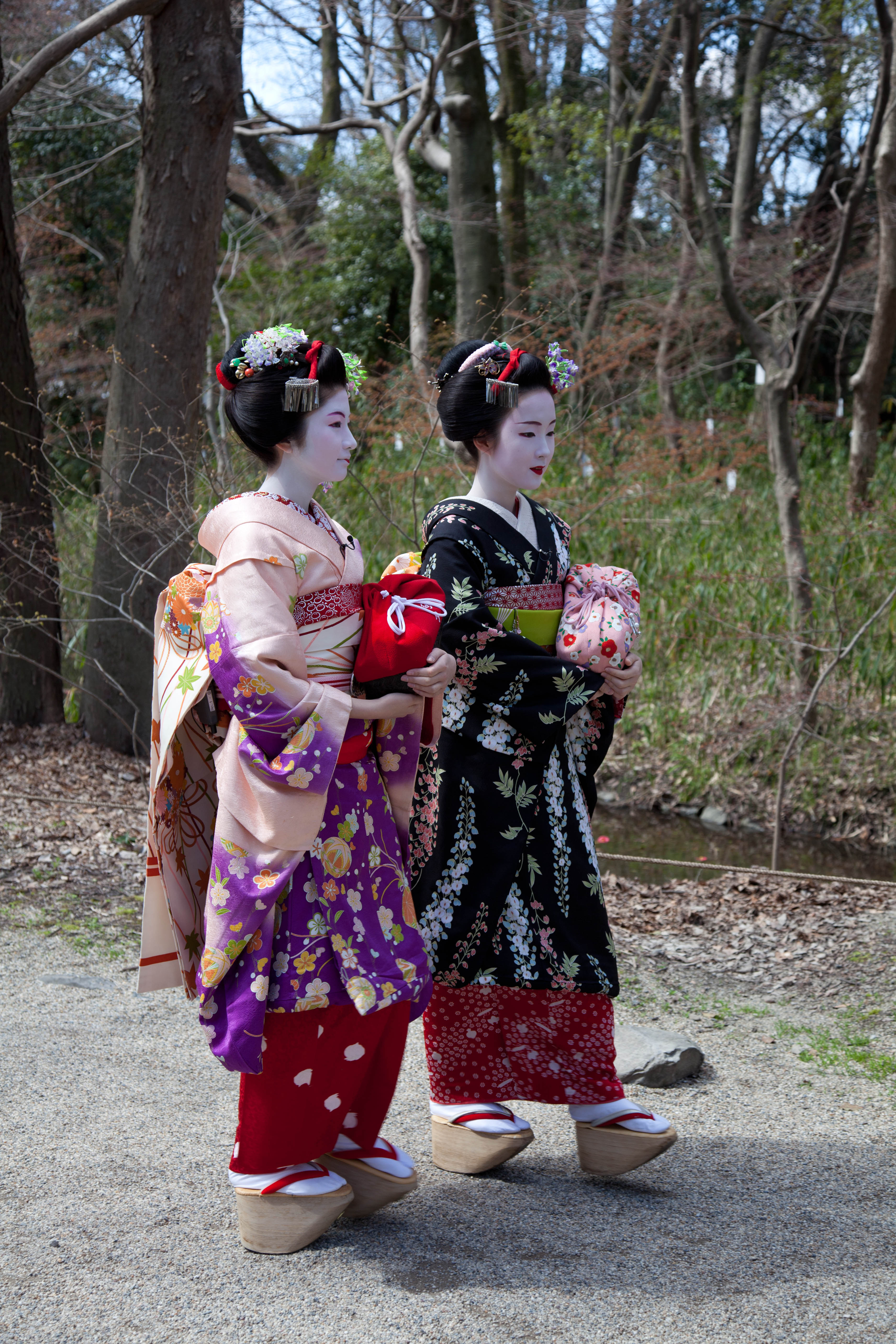
Due maiko di Kyoto a passeggio

Hanno tendenzialmente dai 15 ai 20 anni e, come tutti gli adolescenti giapponesi, devono frequentare ugualmente la scuola superiore. Dopo un apprendistato della durata di cinque anni divengono geisha dopo esser state doverosamente e attentamente erudite nell'esecuzione delle danze tradizionali nipponiche, nel suonare lo shamisen e aver imparato il kyō-kotoba, il dialetto di Kyoto.

## Origine
La figura della maiko ha origine nella città di Kyoto intorno al XVII e XVIII secolo, quando esse erano le donne addette al servizio nelle case del tè dei santuari di Kitano e di Yasaka.

## Aspetto

### Capelli
L'acconciatura delle maiko è chiamata nihongami ed è risalente al periodo Edo. Nella capigliatura portano il kanzashi insieme a fiori di stagione. L'acconciatura cambia a seconda degli anni di esperienza della maiko.

### Trucco
Il trucco delle maiko è piuttosto pesante e copre tutto il viso, collo, petto e nuca. Vengono lasciate libere solo due linee sul retro del collo, area ritenuta molto sensuale nella cultura giapponese. Le sopracciglia sono dipinte di rosso, come la parte inferiore delle labbra (in modo da far apparire più piccole le labbra, dato che erano ritenute molto seducenti), così da porsi in risalto rispetto al viso bianco.
Con l'avanzare dell'esperienza della maiko il trucco si fa via via più leggero.

### Vestiti
Solitamente gli abiti indossati dalle maiko sono più stravaganti di quelli di una geisha matura. Esse indossano kimono con decorazioni floreali o variopinti. La fusciacca da loro indossata si chiama darari-no-obi, un tipo speciale di obi lungo cinque metri.